# Tanne
Pour les articles homonymes, voir Tan et Tanne (homonymie).

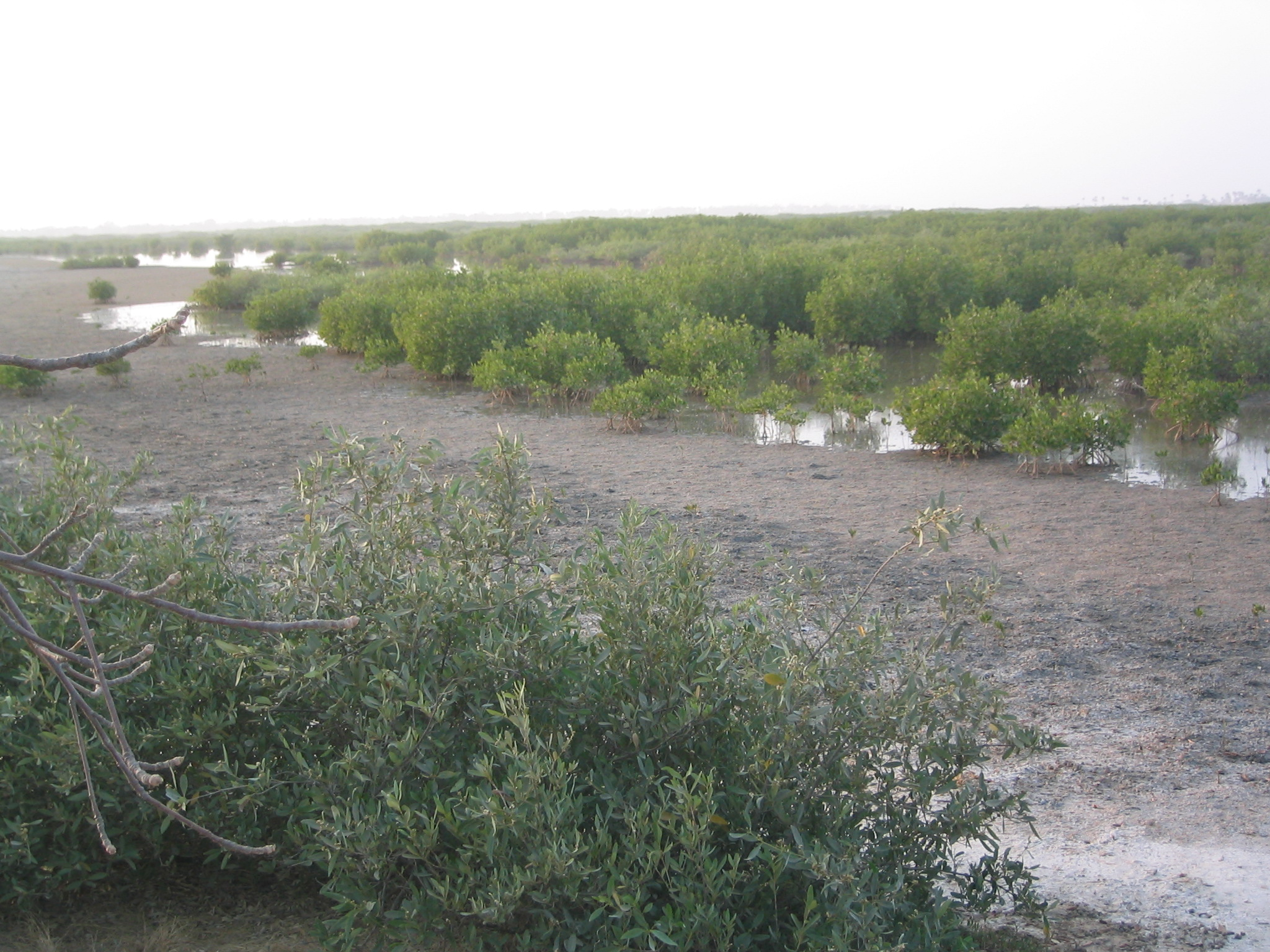
Terre salée d'un tanne dans un bolong du Sine Saloum à marée basse.

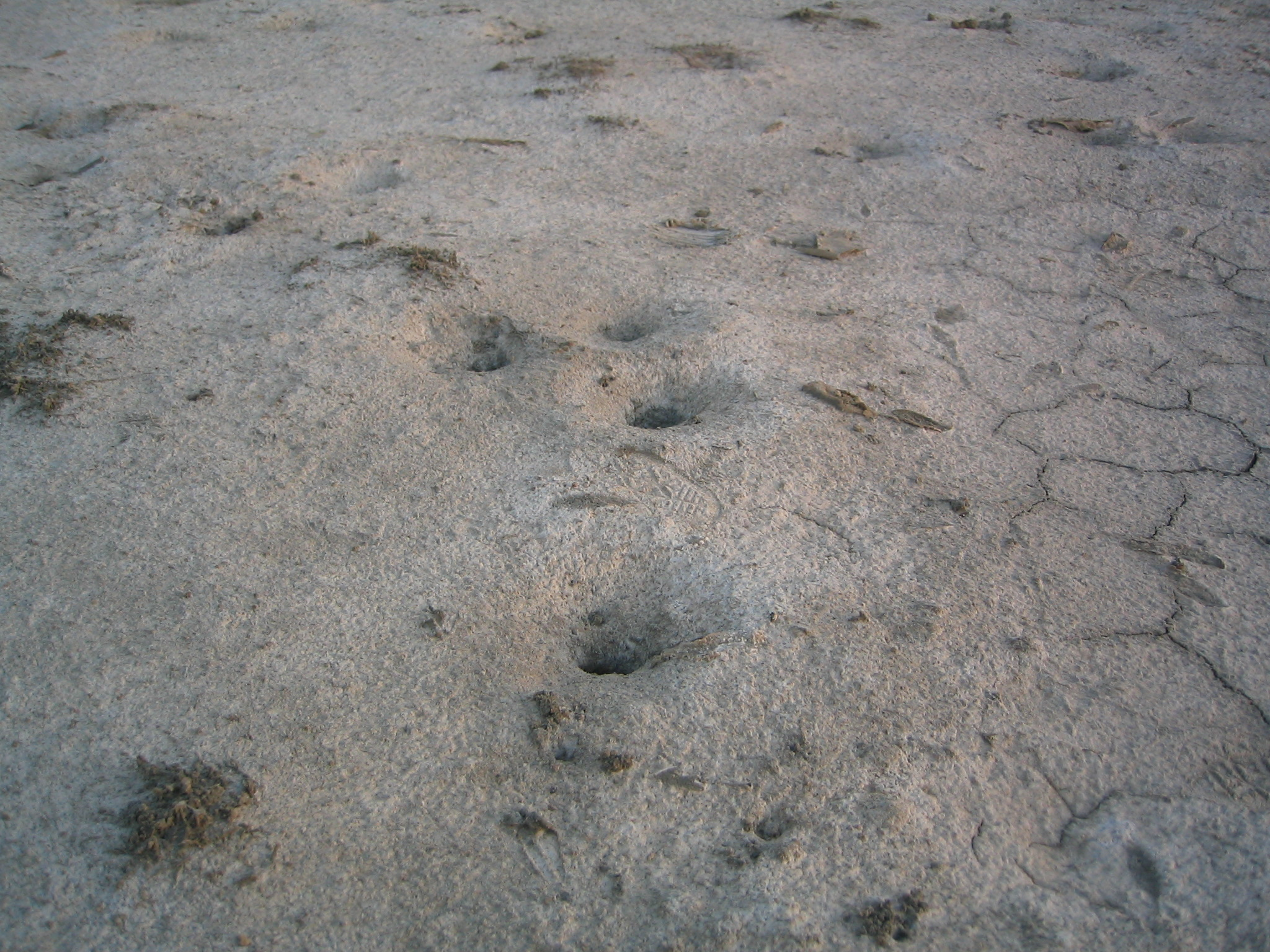
Aridité du sol (gros plan).

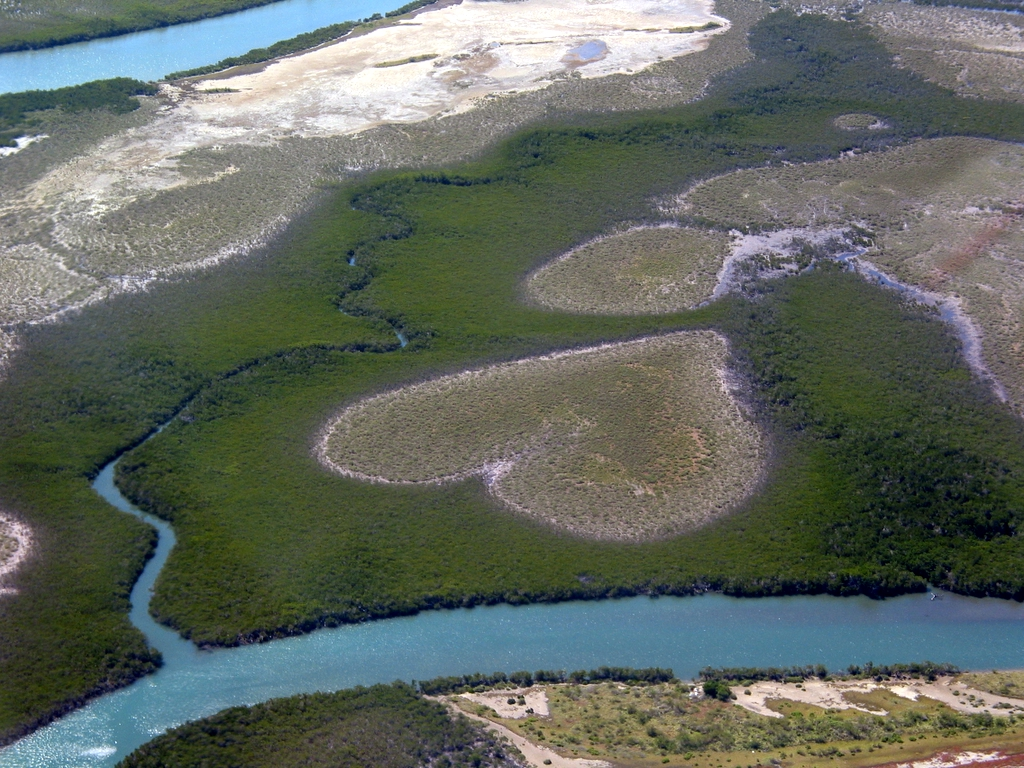
Le Cœur de Voh en Nouvelle-Calédonie.

Un tanne, tann, ou encore tan, désigne la partie interne d’un marais maritime tropical, la moins fréquemment submergée et aux sols généralement sursalés ou acidifiés, se développant aux dépens d'une mangrove. On distingue des « tannes nus » et des « tannes herbacés » en fonction de la couverture végétale. 

## Terminologie
Le mot est emprunté au wolof tan qui signifie « étendue de terres salées ». Les premiers témoignages écrits du début du XXe siècle permettent de dater la première occurrence du terme de 1909.
Le président-poète Léopold Sédar Senghor a largement contribué à faire connaître le tann en dehors de son pays. Les éditions de ses Poèmes définissent le mot pour éclairer le lecteur, lorsqu'il évoque ainsi cet univers et le puissant pouvoir de suggestion de la langue :
« puisqu’il faut m’expliquer sur mes poèmes, je confesserai [...] que presque tous les êtres et choses qu’ils évoquent sont de mon canton : quelques villages sérères perdus parmi les tanns, les bois, les bolongs et les champs. Il me suffit de les nommer pour revivre le Royaume d’enfance ».

## Répartition dans le monde
On les trouve sur les littoraux soumis à un climat tropical comportant au moins un répit pluviométrique saisonnier, donc au Sénégal et en Gambie, mais également à Madagascar, ainsi que sur d'autres continents, en Nouvelle-Guinée, en Nouvelle-Calédonie, au Queensland (Australie), au Nicaragua ou en Équateur.